# Dolphin (bestandsbeheerder)
Dolphin is een opensource bestandsbeheerder voor KDE en TDE. Dolphin wordt sinds versie 4.0 standaard meegeleverd met KDE en volgt ook exact de versienummering van KDE. In TDE is de bestandsbeheerder optioneel beschikbaar.

## Geschiedenis
Het Dolphin-project is in 2006 gestart na jaren van kritiek op bestandsbeheerder en webbrowser Konqueror, die door veel gebruikers als te complex werd gezien. Dolphin werd ontwikkeld met als doel alleen een bestandsbeheer te zijn. Dolphin werd in eerste instantie voor KDE4 gemaakt, maar al snel volgde een versie voor KDE3 die werd uitgebracht onder de naam D3lphin. Kubuntu 7.10 gebruikte D3lphin als standaard bestandsbeheerder. Kubuntu verbeterde de bestandsbeheerder door er een zijbalk aan toe te voegen. Na het beëindigen van de KDE3-ondersteuning, werd D3lphin (samen met de rest van KDE3) overgenomen door het TDE-project. Het programma heet daar echter gewoon Dolphin; het uitvoerbare bestand heet wel d3lphin.
In 2014 werd begonnen met het geschikt maken van Dolphin voor KDE Plasma 5. In augustus 2015 (versie 15.08) werd dit werk voltooid. Tot aan de eerste versie van KDE5 werd webbrowser en bestandsbeheerder Konqueror naast Dolphin nog standaard meegeleverd op nieuwe KDE-installaties. Sindsdien is Dolphin de enige bestandsbeheerder.

## Functies
Buiten de klassieke functies van het tonen, kopiëren, verplaatsen, verwijderen en hernoemen van bestanden beschikt Dolphin over:
- Een navigatiebalk waarbij elk deel van de url aanklikbaar is;
- 3 weergavemodi (pictogrammen, details en miniatuurweergave, die per map kunnen worden onthouden;
- Een optionele gesplitste weergave (voor het kopiëren en verplaatsen van bestanden door middel van verslepen);
- Ondersteuning voor KIO;
- De mogelijkheid om wijzigingen ongedaan te maken;
- De mogelijkheid om meerdere bestanden tegelijk te hernoemen;
- De mogelijkheid om andere KDE-programma's te integreren met behulp van KParts;
- Ondersteuning voor het toevoegen van NEPOMUK-metagegevens (alleen KDE 4);
- Ondersteuning voor het toevoegen van Baloo-metagegevens en zoekopdrachten (alleen KDE 5);
- Een locatiebalk die integreert met het standaard toepassingenmenu van KDE;
- Verscheidene sorteeropties;
- SAMBA-integratie;
- Ondersteuning voor tabbladen.